# Liste des téléfilms Freeform Original Feature
Freeform Original Feature, anciennement ABC Family Original Movies, est un label donné à la plupart des téléfilms diffusés sur la chaîne américaine Freeform.
La chaîne a commencé à commander et diffuser des téléfilms en 1996 lorsque la chaîne s'appelait encore The Family Channel mais c'est en 2002 que le terme Original Movies apparait pour la première fois pour désigner ces téléfilms exclusifs à la chaîne. 
Composée essentiellement de téléfilms produits pour la chaîne par différentes sociétés de productions, la collection contient parfois également des films destinés au cinéma mais dont aucun studio n'a acquis les droits aux États-Unis, des mini-séries, des téléfilms étrangers ou des productions indépendantes dont la chaîne a acquis les droits de diffusion. Bien que la chaîne fasse partie de The Walt Disney Company, les téléfilms de la collection sont rarement produits par sa société mère ou ses filiales. 
Les films destinés au marché de la vidéo diffusés pour la première fois à la télévision sur la chaîne ne font pas partie de la collection.
Dès 2014, la chaîne, encore nommée ABC Family, cesse de commander des téléfilms mais en 2017, sa nouvelle identité, Freeform, relance la collection.

## The Family Channel(1996-1997)

### Années 1990
- 1996
  - La Nuit du cyclone (Night of the Twisters)
  - Panique en plein ciel (Panic in the Skies!)
  - Tous les jours Noël (Christmas Every Day)
  - The Angel of Pennsylvania Avenue

- 1997
  - Dog's Best Friend
  - L'Amour oublié (Married to a Stranger)
  - The Christmas List

## Fox Family(1998-2001)

### Années 1990
- 1998
  - Des hommes en blanc (Men in White)
  - Catch Me If You Can
  - La Famille Addams : Les Retrouvailles (Addams Family Reunion)
  - Tremblement de terre à New York (Earthquake in New York)
  - Le Plus Beau Cadeau de Noël (Like Father, Like Santa)

- 1999
  - Michael Jordan : Les Chemins de la gloire (Michael Jordan: An American Hero)
  - Une famille en sursis (Don't Look Behind You)
  - Quand les enfants s'en mêlent (Au Pair)
  - The Ghosts of Christmas Eve

### Années 2000
- 2000
  - Britannic
  - L'Ange de la glace (Ice Angel)
  - St. Patrick: The Irish Legend
  - L'Amour au menu / Vacances sucrées-salées (Time Share)
  - The Man Who Used To Be Me
  - A Family In Crisis: The Elian Gonzales Story
  - Special Delivery

- 2001
  - Au Pair II
  - Halloween d'enfer (When Good Ghouls Go Bad)
  - Trois jours pour aimer (Three Days)

## ABC Family Original Movies(2002-2013)

### Années 2000
- 2002
  - Mamans en grève (Mom's on Strike)
  - Just a Walk in the Park

- 2003
  - The One
  - This Time Around
  - Un homme pour la vie (Lucky 7)
  - Une célibataire à New York (See Jane Date)
  - Beautiful Girl
  - Un nouveau départ (Picking Up & Dropping Off)

- 2004
  - Qui veut m'épouser ? (I Want to Marry Ryan Banks)
  - Celeste in the City
  - Un rêve à l'épreuve (Brave New Girl)
  - Les Règles secrètes du mariage (Love Rules)
  - Délits de mode (Crimes of Fashion)
  - Pop Rocks
  - The Hollow
  - Un cœur pour David (Searching for David's Heart)
  - Le Secret du Père Noël (Snow)

- 2005
  - Slap Her... She's French (She Gets What She Wants)
  - Leçons de vie (School of Life)
  - Mariés, huit enfants (I Do, They Don't)
  - Kart Racer
  - Dans ses rêves (Everything You Want)
  - Romy and Michele: In the Beginning
  - Ma recette pour l'amour (Pizza My Heart)
  - Campus Confidential
  - Rent Control
  - Alchemy
  - Coup de foudre en Toscane (Shadows in the Sun)
  - À la poursuite de Noël (Chasing Christmas)
  - Les Amoureux de Noël (Christmas in Boston)

- 2006
  - Si seulement... (If Only)
  - Le Feu sur la glace 2, en route vers la gloire (The Cutting Edge: Going for the Gold)
  - Hello Sister, Goodbye Life
  - Karaté Dog (The Karate Dog)
  - Le Témoin du marié (Best Man, Worst Friend)
  - Fallen (mini-série)
  - La Famille frappa-dingue (Relative Chaos)
  - L'Initiation de Sarah (The Initiation of Sarah)
  - La Fille du Père Noël (Santa Baby)
  - Un Noël pour l'éternité (Christmas Do-Over)

- 2007
  - L'Amour à la dérive (Love Wrecked)
  - Shérif, fais-moi peur : Naissance d'une légende (The Dukes of Hazzard: The Beginning)
  - Tellement menteur (Big Liar on Campus)
  - Le Cœur de la bête (Nature of the Beast)
  - La Voleuse de Noël / La Grincheuse de Noël (Christmas Caper)
  - Un fiancé pour Noël (Holiday in Handcuffs)
  - Boule de neige (Snowglobe)

- 2008
  - La Passion de la glace (The Cutting Edge 3: Chasing the Dream)
  - Princesse (Princess)
  - Le Défi de Kylie (The Circuit)
  - Ma folle journée en vidéo / Mon père, cet espion (Picture This)
  - Samurai Girl (mini-série)
  - De mémoire de Père Noël (Snow 2: Brain Freeze)
  - Le Jackpot de Noël (Christmas in Wonderland)

- 2009
  - Au Pair 3: Adventure in Paradise
  - Mariage en blanc (My Fake Fiancé)
  - En cloque mais pas trop (Labor Pains)
  - Le Sauveur de Noël (The Dog Who Saved Christmas)
  - La Fille du Père Noël 2 : Panique à Polaris (Santa Baby 2: Christmas Maybe)

### Années 2010
- 2010
  - Duo de glace, duo de feu (The Cutting Edge 4 : Fire & Ice)
  - Love and the City / La Belle de Wall Street (Beauty & the Briefcase)
  - Les demoiselles d'honneur s'en mêlent (Revenge of the Bridesmaids)
  - Le Chien de Noël 2 (The Dog Who Saved Christmas Vacation)
  - L'Ange des neiges (Christmas Cupid)

- 2011
  - Lolita malgré moi 2 (Mean Girls 2)
  - My Future Boyfriend
  - Le Mur de l'humiliation (Cyberbully)
  - La Reine du bal (Teen Spirit)
  - Sous le charme du Père Noël (Desperately Seeking Santa)
  - Les Douze Noël de Kate (12 Dates of Christmas)

- 2012
  - Maman, la maison est hantée ! (Home Alone: The Holiday Heist)
  - Les Princesses des neiges (The Mistle-Tones)

- 2013
  - Chante, danse, aime (Lovestruck: The Musical)
  - Christmas Bounty
  - Un rêve éveillé (Holidaze)

## Freeform Original Feature(depuis 2016)

### Années 2010
- 2016
  - Une vie rêvée (Holiday Joy) (Hors-série)

- 2017
  - Angry Angel

- 2018
  - Mon petit mensonge de Noël (The Truth About Christmas)
  - Life-Size 2: A Christmas Eve[1]
  - Nuits blanches à Noël (No Sleep 'Til Christmas)

- 2019
  - Turkey Drop
  - Ghosting: The Spirit of Christmas
  - D'un Noël à l’autre (Same Time, Next Christmas) (production uniquement - diffusé sur ABC)

### Années 2020
- 2020
  - The Thing About Harry